# ميكي كوهن
'ميكي كوهن يهودي مجرم وملاكم أمريكي (من مواليد 4 سبتمبر عام 1913،ولد في ببروكلين في الولايات المتحدة، توفى في 29 يوليو 1976 بلوس أنجلوس في الولايات المتحدة) (بالإنجليزية: Mickey Cohen)‏ هو مجرم وملاكم أمريكي، صنّف ضمن فئة وزن الريشة ‏.

## روابط خارجية
- ميكي كوهن على موقع بوكس ريك (الإنجليزية) (registration required)